# Dolichurus shirozui
Dolichurus shirozui là một loài côn trùng cánh màng trong họ Ampulicidae, thuộc chi Dolichurus. Loài này được Tsuneki miêu tả khoa học đầu tiên năm 1967.